# Pseudopristilophus
Pseudopristilophus is een geslacht van kevers uit de familie  
kniptorren (Elateridae).
Het geslacht is voor het eerst wetenschappelijk beschreven in 1930 door Méquignon.

## Soorten
Het geslacht omvat de volgende soorten:
- Pseudopristilophus alineae Piguet, 2005
- Pseudopristilophus alluaudi Fleutiaux, 1933
- Pseudopristilophus amaurus Candeze
- Pseudopristilophus attenuatus (Boheman, 1851)
- Pseudopristilophus aurulentus (Candeze)
- Pseudopristilophus badius Laurent, 1974
- Pseudopristilophus descarpentriesi Fleutiaux, 1933
- Pseudopristilophus famulus Germar
- Pseudopristilophus girardi Piguet, 2005
- Pseudopristilophus leptus (Candeze)
- Pseudopristilophus longus (Candèze, 1889)
- Pseudopristilophus macilentus (Candeze)
- Pseudopristilophus madagascariensis Fleutiaux
- Pseudopristilophus mocquerysi Fleutiaux
- Pseudopristilophus mucronatus (Candeze)
- Pseudopristilophus pellos Germar
- Pseudopristilophus peringueyi (Candèze, 1889)
- Pseudopristilophus piciventris (Candèze, 1889)
- Pseudopristilophus pseudalaus Candeze
- Pseudopristilophus rhomalocerus Candeze
- Pseudopristilophus rubripennis (Boheman, 1851)
- Pseudopristilophus sericans Germar
- Pseudopristilophus sericans (Germar, 1843)
- Pseudopristilophus servus Germar
- Pseudopristilophus sicardi Fleutiaux, 1933
- Pseudopristilophus summus (Candèze, 1881)
- Pseudopristilophus velutinipes Candeze